# Ecaterina Fotino-Negru
Ecaterina Fotino-Negru (n. 17 aprilie 1902, București – d. 15 noiembrie 1991?) a fost o pianistă și o profesoară de muzică de origine română.

## Copilărie și studii
S-a născut într-o familie în care muzica era importantă (sora sa Maria Fotino a fost tot pianistă), talentul său fiind evident încă din primii ani de studiu ai pianului.
În perioada 1911-1919 a studiat la Conservatorul din București sub îndrumarea profesorilor Emilia Saegiu, Dumitru Georgescu–Chiriac, Gheorghe Cucu, Ion Nonna Otescu, Dimitrie Dinicu și Dimitrie Cuclin.
A predat doi ani la Conservatorul din Iași (1922-1923) după care a plecat la specializare la École Normale de Paris (1923-1925) unde i-a avut drept mentori pe Alfred Cortot, Lazare Lévi, Ricardo Vines și Diran Alexanian.

## Activitate profesională
A revenit în țară în 1925, a fost angajată ca profesoară la Conservatorul din Cluj-Napoca. În 1961, a plecat la București unde a predat la Institutul Pedagogic iar apoi la Conservator. S-a retras în 1964, continuând să îndrume tinerii în privat.
A susținut concerte alături de Orchestra Filarmonică din Cluj-Napoca și București și alături de Orchestra Națională Radio din capitală. A fost remarcată de publicul larg datorită concertelor de cameră susținute la Iași, Craiova, Timișoara, București și Cluj-Napoca.

### Repertoriu pianistic
- Concertul nr. 4 în Sol Major pentru pian și orchestră, op. 58 (Beethoven);
- Concertul nr. 2 în Fa Minor pentru pian și orchestră (Chopin);
- Concertul pentru două piane și orchestră în Mi bemol major, KV 365 (Mozart);
- Concertul pentru trei piane și orchestră în Do minor (Bach).